# (21407) Jessicabaker
(21407) Jessicabaker (1998 FL64) – planetoida z pasa głównego asteroid okrążająca Słońce w ciągu 4,99 lat w średniej odległości 2,92 j.a. Odkryta 20 marca 1998 roku.